# Сычёв, Клементий Сергеевич
Клеме́нтий Серге́евич Сычёв (род. 12 июля 1996) — российский шахматист, гроссмейстер (2021), тренер и стример. Чемпион Москвы (2018), многократный призёр чемпионатов Москвы. Двукратный бронзовый призёр командного чемпионатата России в составе СК «КПРФ» (2022) и Московской области (2023). Победитель и призёр нескольких международных турниров. Участник многих чемпионатов Европы (2015, в 2016 году разделил 3-8 места) и мира (2018, 2019, 2021, 2022, 2023) по рапиду и блицу. Участник суперфинала чемпионата России (2023).

## Биография
В шахматы научил играть отец — советский КМС из Баку, игравший с Каспаровым за юношекую сборную Азербайджана.
Занимался в московском дворце детского творчества у Максима Блоха, далее — во Дворце пионеров у Анатолия Сакова. В числе перспективных российских юношей был зачислен в интернат, где тренировался с Сергеем Архиповым и Валерием Чеховым. Вместе с ним занимались другие гроссмейстеры, в том числе Давид Паравян, который стал другом Сычёва. После закрытия заведения Сычёв занимался с Ярославом Призантом.

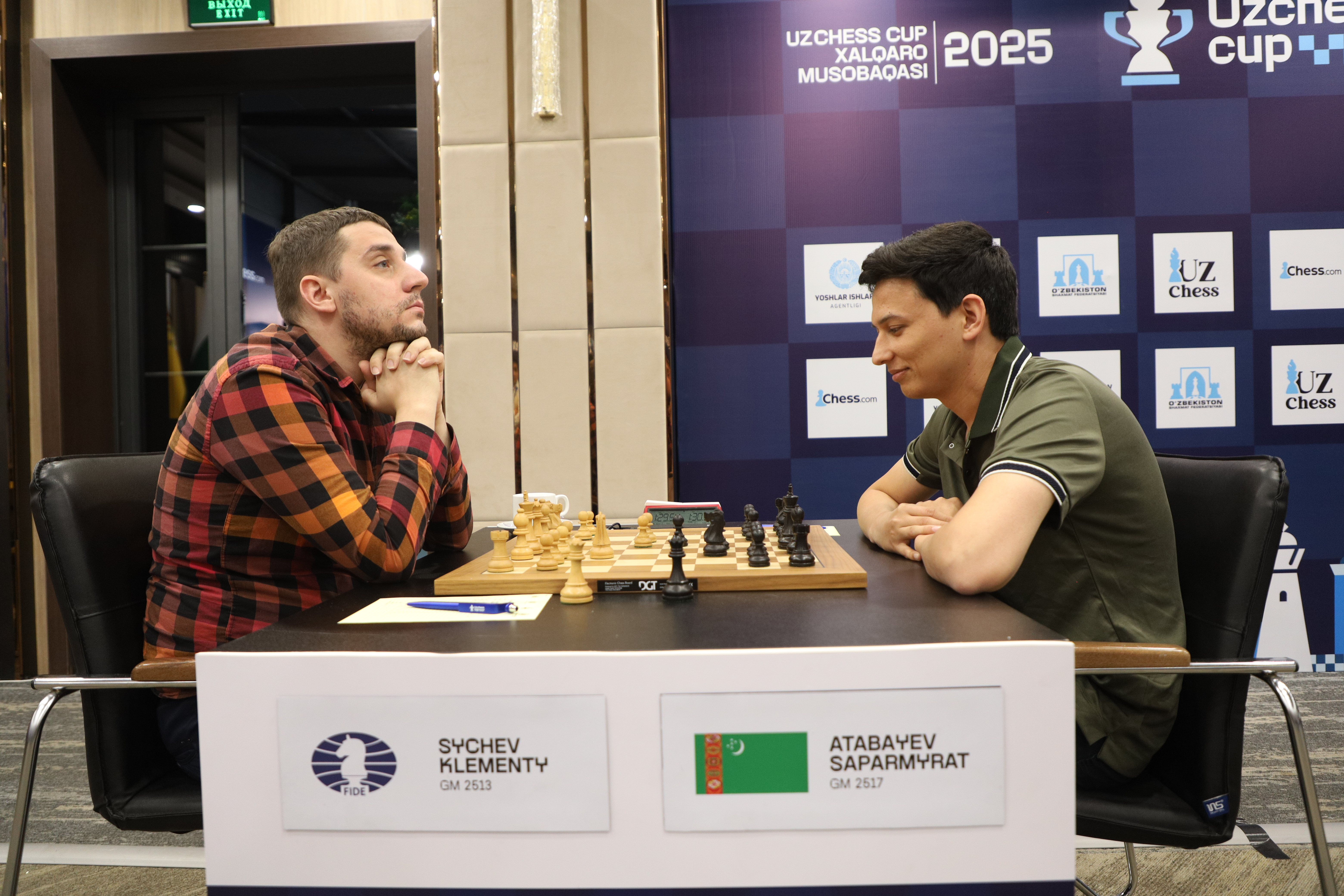
Клементий Сычёв (слева) на Uzchess Cup 2025 в партии против Сапармурата Атабаева

Окончил ГЦОЛИФК по специальности физической культуры в 2017 году.
Во время пандемии ковида стал главным комментатором русскоязычного канала chess24.com. Неоднократно публиковал обзоры турниров для ФШР.